# Japán labdarúgó-válogatott
A japán labdarúgó-válogatott (japánul: サッカー日本代表, átírással: Szakká Nippon Daihjó) – becenevükön Japán képviselői (japánul: 日本代表, átírással: Nippon Daihjó) – Japán nemzeti csapata, amelyet a japán labdarúgó-szövetség (japánul: 日本サッカー協会, átírással: Nippon Szakká Kjókai) irányít.
A válogatott eddig hat alkalommal jutott ki labdarúgó-világbajnokságra (1998, 2002, 2006, 2010, 2014, 2018), valamint nyolcszor vett részt (1988 óta folyamatosan) az ázsiai kontinensviadalon az Ázsia-kupán és négyszer nyerte meg (1992, 2000, 2004 és 2011), illetve ezüstérmes lett a 2001-es konföderációs kupán.

## Története
A csapat 1921-ben alakult. A FIFA-nak 1929-ben lett a tagja. 1930-ban megnyerte első labdarúgó tornáját, a távol-keleti játékokat (többek szerint az Ázsia-kupa elődje). Első igazán jelentős nemzetközi sikere az 1968. évi nyári olimpiai játékokon, Mexikóvárosban megnyert bronzérem volt. Az eredmény hatására a sportág szélesebb körű elismerést szerzett Japánban, a hazai profi bajnokság hiánya miatt a nemzeti-válogatott 30 évig nem tudott kijutni a labdarúgó-világbajnokságra. Fordulópont 1993-ban állt be: megalakult a profi Japán Liga, amivel a foci és a csapat iránti érdeklődés nagy mértékben megnőtt. Ma a labdarúgás a baseball és a szumó mellett az egyik legnépszerűbb sport az országban.
Az első lehetőséget, hogy profi labdarúgókkal kijusson a labdarúgó-világbajnokságra, Japán kihagyta. A selejtezők utolsó meccsében nem tudta legyőzni Irakot. Az első világbajnoksági szereplésük 1998-ban volt, de a csoportkörökben mind a három mérkőzést (Argentínával, Horvátországgal és Jamaicával) elvesztette.
1999-ben meghívták játszani a Copa Américára.

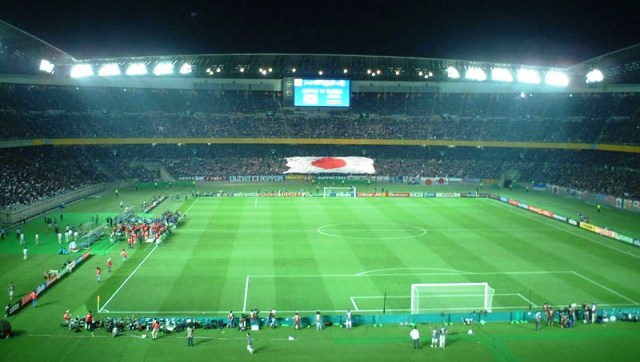
Japán–Oroszország mérkőzés a 2002-es világbajnokságon

A 2002-es labdarúgó-világbajnokság rendezési jogát a közös Japán-Dél-koreai pályázat nyerte. A válogatott a H csoportban Belgiummal, Oroszországgal és Tunéziával került össze. Belgium ellen 2–2-es döntetlent játszottak, ám a következő meccseiken nyertek: az oroszokat Inamoto, a tunéziaiakat Morisima és Nakata góljával sikerült legyőzniük. A csoportkörökből továbbjutó japánok a C csoport második helyezettjével, Törökországgal találták szembe magukat. A törökök győztek 1–0-ra Ümit Davala góljával, így Japán kiesett.
2005-ben Japán kijutott a 2006-os labdarúgó-világbajnokságra. A csoportkörből azonban nem jutottak tovább, mivel Ausztráliától 3–1-re, Brazíliától pedig 4–1-re kikapott és a Horvátország elleni 0–0-s döntetlen kevésnek bizonyult.
A 2010-es labdarúgó-világbajnokság selejtezőiben Üzbegisztánt idegenben 1–0-ra legyőző japán válogatott volt az első a rendező Dél-Afrika mellett, akinek sikerült kijutni a tornára. Japán az E csoportba került Hollandia, Dánia és Kamerun társaságában. Az első mérkőzésükön 1–0-ra legyőzték Kamerunt. Ezt követte a Hollandia elleni 1–0-s vereség és Dánia 3–1-es megverése. A nyolcaddöntőben Paraguayjal szemben 0–0-s mérkőzést követően büntetőkkel maradtak alul. A világbajnokság után a szövetségi kapitány Okada Takesi távozott, akit a korábbi Juventus és Milan edző olasz Alberto Zaccheroni váltott. Első mérkőzéseiket rendere megnyerték: Guatemala (2-1), Paraguay (1-0). Történetük egyik legnagyobb sikerét is ekkor érték el Argentína 1–0-s legyőzésével.
Kijutottak a Katarban rendezett 2011-es Ázsia-kupára. A döntőben Ausztráliát győzték le 1–0-ra hosszabbításban. Ezzel történetük negyedik kupagyőzelmüket szerezték és indulási jogot szereztek a 2013-as konföderációs kupára.
A konföderációs kupán három vereséget szenvedtek; Brazília (0–3), Olaszország (3–4) Mexikó (1–2) ellen és az A csoport utolsó helyén végeztek.
A 2014-es labdarúgó-világbajnokságon Elefántcsontpart, Kolumbia és Görögország társaságában az E csoportba került Japán. Elefántcsontpart elleni 2–1-es vereséget követően 0–0-s döntetlent játszottak Görögországgal. A továbbjutáshoz mindenképpen győzniük kellett volna Kolumbia ellen, de 4–1 arányban alulmaradtak és kiestek.
A vb után a mexikói Javier Aguirre lett az új szövetségi kapitány. Első mérkőzésén 1–0-s vereséget szenvedtek Uruguay ellen.
A 2015-ös Ázsia-kupán a D csoportba kerültek. Palesztinát 4–0-ra győzték le Endó Jaszuhito, Okazaki Sindzsi, Honda Keiszuke és Josida Maja góljaival. A másik két mérkőzésükön Irak ellen 1-0-s, Jordánia ellen 2-0-s győzelmet arattak. A negyeddöntőben az Egyesült Arab Emírségekkel szemben az 1-1-es mérkőzést követően büntetőpárbajban alulmaradtak. Honda és Kagava Sindzsi is elhibázta a büntetőjét.

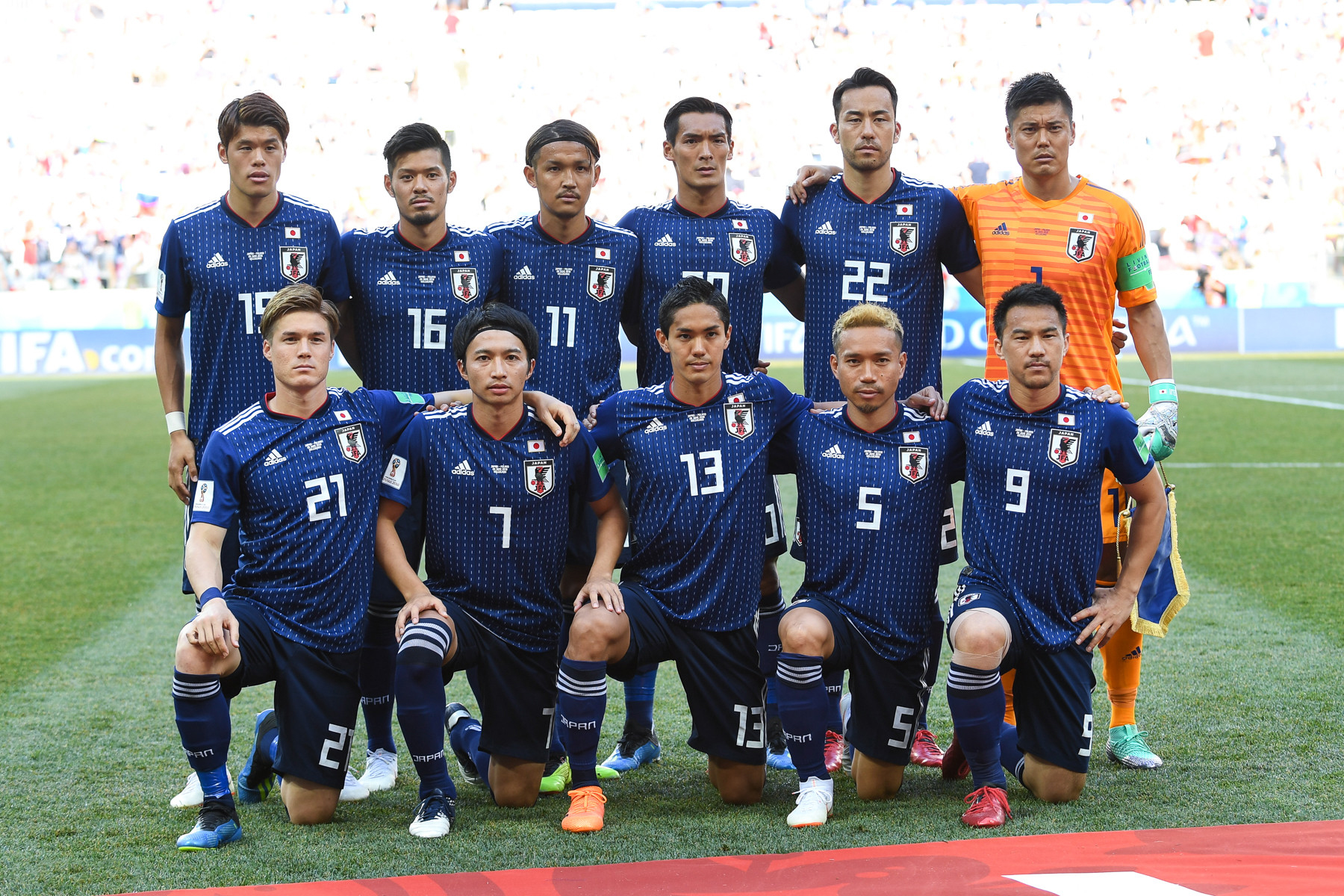
A japán válogatott a 2018-as világbajnokságon

A torna után Aguirre-t kirúgták, helyét a bosnyák Vahid Halilhodžić vette át, aki 2017-ig volt a válogatott szövetségi kapitánya. A 2018-as világbajnokságon már Nisino Akira vezetésével vettek részt, ahol Kolumbiával, Lengyelországban és Szenegállal szerepeltek egy csoportban. Kolumbiát Kagava Sindzsi tizenegyesével és Ószako Júja góljával 2–1-re legyőzték a nyitányon. Szenegál ellen 2–2-es döntetlent játszottak, a japánok góljait Inui Takasi és a Honda Keiszuke szerezte. A Lengyelország elleni találkozót 1–0-ra elveszítették. Szenegállal azonos pontszámmal és gólkülönbséggel zárták a csoportkört és még az egymás elleni találkozójuk is döntetlennel zárult, ezért a fair play szabályainak megfelelően a sárga lapok száma döntött, amiből Japán kevesebb gyűjtött és így ők jutottak tovább a csoportból. A nyolcaddöntőben Belgiummal találkoztak és a második félidő elején 2–0-ás előnybe kerültek Haragucsi Genki és Inui Takasi góljával. A belgáknak azonban sikerült fordítaniuk és végül 3–2-ra megnyerték a párharcot.
A 2019-es Ázsia-kupán Türkmenisztánt 3–2-re, Ománt 1–0-ra, Üzbegisztán 2–1-re győzték le a csoportkörben. A legjobb tizenhat között Bahreint búcsúztatták 2–1-gyel, a negyeddöntőben Vietnamot győzték le 1–0-ra. Az elődöntőt 3–0-ra nyerték Irán ellen, a döntőben viszont 3–1-es vereséget szenvedtek Katar ellen.
A 2022-es világbajnokság E csoportjában az első találkozójukon nagy meglepetésre 2–1-re legyőzték Németországot. A második mérkőzést 1–0–ra elveszítették Costa Rica ellen. A harmadik mérkőzésen Dóan Ricu és Tanaka Ao góljával 2–1-re legyőzték Spanyolországot és csoportgyőztesként jutottak tovább a nyolcaddöntőbe. A Horvátország elleni találkozón Maeda Daizen góljával megszerezték a vezetést, de a horvátoknak sikerült egyenlíteniük. Végül nem született újabb találat és következtek a büntetőrúgások, amiben a horvátok bizonyultak jobbnak 3–1 arányban.

## Rivalizálás és mezek a válogatott története során

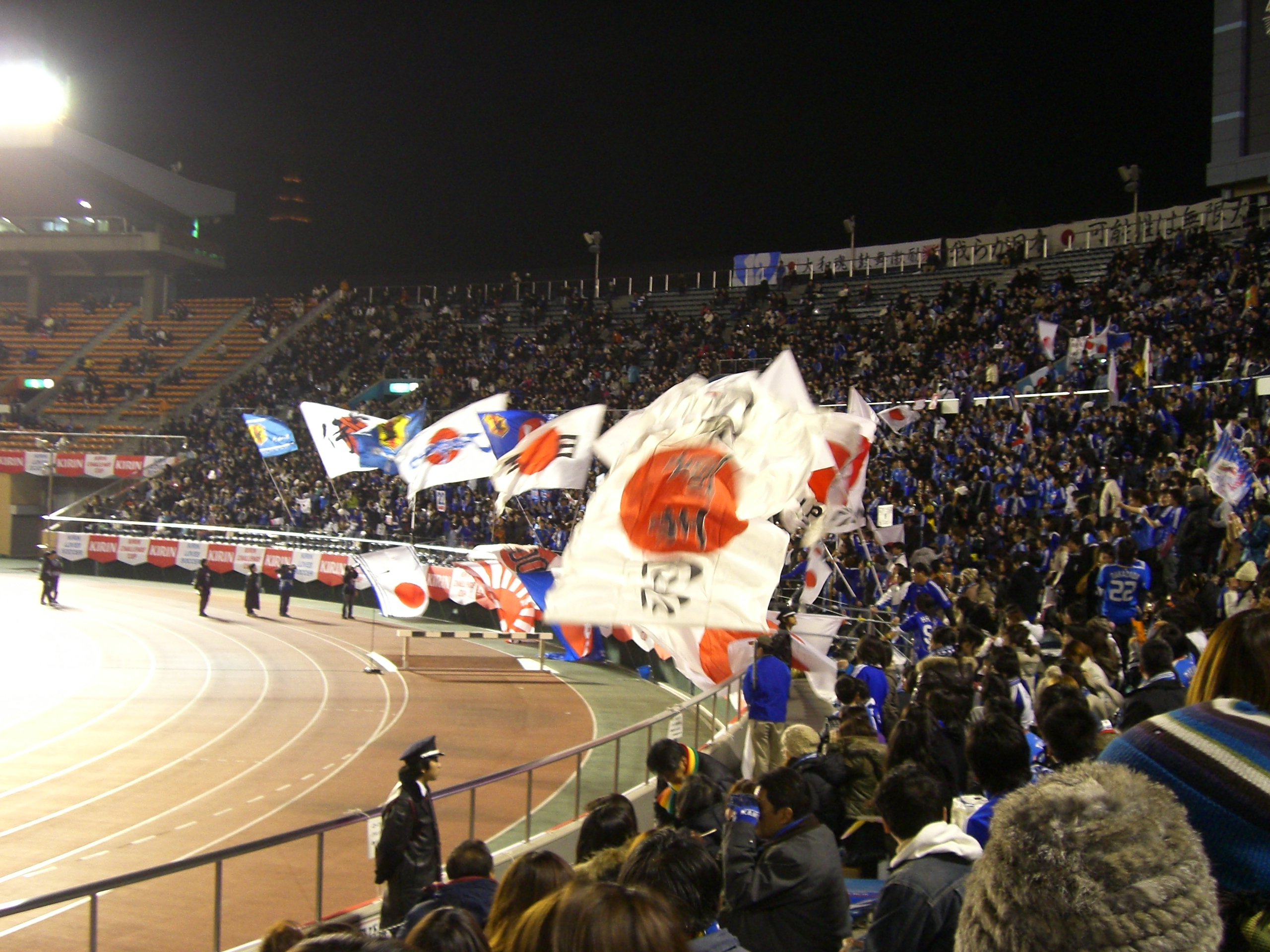
Japán szurkolók egy Bosznia-Hercegovina elleni barátságos mérkőzésen 2008. január 30-án.

Japán egyik nagy riválisa a térségben Dél-Korea. A két válogatott legendás rivalizálása hosszú időre nyúlik vissza. Az eddigi mérleg Japán szempontból: 14 győzelem, 22 döntetlen és 40 vereség.
Azzal, hogy 2006-ban Ausztrália átjelentkezett az Ázsiai zónába Japán egy újabb komoly vetélytársat kapott. A közös versengésük a 2006-os világbajnokságon kezdődött, de találkoztak a 2011-es Ázsia-kupa döntőjében is.

### A válogatott szerelés
A japán válogatott szerelése leggyakrabban kék mezből, fehér nadrágból és kék sportszárból áll, de előfordul, hogy a nadrág is kék. A váltómez általában teljesen fehér, de fehér mez, kék nadrág és fehér sportszárú színösszeállításban is szoktak szerepelni.
A nemzeti csapat számára az adidas biztosítja a sportszereket.
Hazai
| 1917 | 1950-1975 | 1975-1979 | 1979-1980 | 1980-1983 | 1983-1986 | 1986-1987 |

| 1988–91 | 1991-1992 | 1992–96 | 1996–98 | 1998–99 | 1999–2000 | 2001 |

| 2002–03 | 2004–05 | 2006–07 | 2008–09 | 2010–11 | 2012–13 | 2014–2015 | 2015–17 | 2017 | 2017–19 | 2020– |

Idegenbeli
| 1980-1981 | 1984-1985 | 1985 | 1999–2000 | 2001 | 2002–03 | 2004–05 |

| 2006–07 | 2008–09 | 2010–11 | 2012–13 | 2014–2015 | 2015–17 |  | 2018– |

## Nemzetközi eredmények
Ázsia-kupa
- Aranyérmes: 3 alkalommal (1992, 2000, 2004)

AFC–OFC-Kihívás kupa
- Aranyérmes: 1 alkalommal (2001)

Afro-Ázsiai nemzetek kupája
- Aranyérmes: 2 alkalommal (1993, 2007)

Dinasztia kupa
- Aranyérmes: 3 alkalommal (1992, 1995, 1998)

Kelet-ázsiai labdarúgó-bajnokság (EAFF-kupa)
- Ezüstérmes: 3 alkalommal (2003, 2005, 2008)

Konföderációs kupa
- Ezüstérmes: 1 alkalommal (2001)

Olimpiai játékok
- Bronzérem: 1 alkalommal (1968)

Távol-keleti játékok
- Aranyérmes: 1 alkalommal (1930 – megosztott)
- Ezüstérmes: 1 alkalommal (1927)

### Világbajnoki szereplés
| Év   | Eredmény      | M             | Gy            | D             | V             | RG            | KG            |
| ---- | ------------- | ------------- | ------------- | ------------- | ------------- | ------------- | ------------- |
| 1930 | Nem indult    | Nem indult    | Nem indult    | Nem indult    | Nem indult    | Nem indult    | Nem indult    |
| 1934 | Nem indult    | Nem indult    | Nem indult    | Nem indult    | Nem indult    | Nem indult    | Nem indult    |
| 1938 | Visszalépett  | Visszalépett  | Visszalépett  | Visszalépett  | Visszalépett  | Visszalépett  | Visszalépett  |
| 1950 | Visszalépett  | Visszalépett  | Visszalépett  | Visszalépett  | Visszalépett  | Visszalépett  | Visszalépett  |
| 1954 | Nem jutott be | Nem jutott be | Nem jutott be | Nem jutott be | Nem jutott be | Nem jutott be | Nem jutott be |
| 1958 | Nem indult    | Nem indult    | Nem indult    | Nem indult    | Nem indult    | Nem indult    | Nem indult    |
| 1962 | Nem jutott be | Nem jutott be | Nem jutott be | Nem jutott be | Nem jutott be | Nem jutott be | Nem jutott be |
| 1966 | Nem indult    | Nem indult    | Nem indult    | Nem indult    | Nem indult    | Nem indult    | Nem indult    |
| 1970 | Nem jutott be | Nem jutott be | Nem jutott be | Nem jutott be | Nem jutott be | Nem jutott be | Nem jutott be |
| 1974 | Nem jutott be | Nem jutott be | Nem jutott be | Nem jutott be | Nem jutott be | Nem jutott be | Nem jutott be |
| 1978 | Nem jutott be | Nem jutott be | Nem jutott be | Nem jutott be | Nem jutott be | Nem jutott be | Nem jutott be |
| 1982 | Nem jutott be | Nem jutott be | Nem jutott be | Nem jutott be | Nem jutott be | Nem jutott be | Nem jutott be |
| 1986 | Nem jutott be | Nem jutott be | Nem jutott be | Nem jutott be | Nem jutott be | Nem jutott be | Nem jutott be |
| 1990 | Nem jutott be | Nem jutott be | Nem jutott be | Nem jutott be | Nem jutott be | Nem jutott be | Nem jutott be |
| 1994 | Nem jutott be | Nem jutott be | Nem jutott be | Nem jutott be | Nem jutott be | Nem jutott be | Nem jutott be |
| 1998 | Csoportkör    | 3             | 0             | 0             | 3             | 1             | 4             |
| 2002 | Nyolcaddöntő  | 4             | 2             | 1             | 1             | 5             | 3             |
| 2006 | Csoportkör    | 3             | 0             | 1             | 2             | 2             | 7             |
| 2010 | Nyolcaddöntő  | 3             | 2             | 1             | 1             | 4             | 2             |
| 2014 | Csoportkör    | 3             | 0             | 1             | 2             | 2             | 6             |
| 2018 | nyolcaddöntős | 4             | 1             | 1             | 2             | 6             | 7             |

### Ázsia-kupa-szereplés
| Év   | Eredmény      | M             | Gy            | D             | V             | RG            | KG            |
| ---- | ------------- | ------------- | ------------- | ------------- | ------------- | ------------- | ------------- |
| 1956 | Visszalépett  | Visszalépett  | Visszalépett  | Visszalépett  | Visszalépett  | Visszalépett  | Visszalépett  |
| 1960 | Visszalépett  | Visszalépett  | Visszalépett  | Visszalépett  | Visszalépett  | Visszalépett  | Visszalépett  |
| 1964 | Visszalépett  | Visszalépett  | Visszalépett  | Visszalépett  | Visszalépett  | Visszalépett  | Visszalépett  |
| 1968 | Nem jutott be | Nem jutott be | Nem jutott be | Nem jutott be | Nem jutott be | Nem jutott be | Nem jutott be |
| 1972 | Visszalépett  | Visszalépett  | Visszalépett  | Visszalépett  | Visszalépett  | Visszalépett  | Visszalépett  |
| 1976 | Nem jutott be | Nem jutott be | Nem jutott be | Nem jutott be | Nem jutott be | Nem jutott be | Nem jutott be |
| 1980 | Visszalépett  | Visszalépett  | Visszalépett  | Visszalépett  | Visszalépett  | Visszalépett  | Visszalépett  |
| 1984 | Visszalépett  | Visszalépett  | Visszalépett  | Visszalépett  | Visszalépett  | Visszalépett  | Visszalépett  |
| 1988 | Csoportkör    | 4             | 0             | 1             | 3             | 6             | 3             |
| 1992 | Aranyérmes    | 5             | 3             | 2             | 0             | 6             | 3             |
| 1996 | Negyeddöntő   | 4             | 3             | 0             | 1             | 7             | 3             |
| 2000 | Aranyérmes    | 6             | 5             | 1             | 0             | 21            | 6             |
| 2004 | Aranyérmes    | 6             | 4             | 2             | 0             | 13            | 6             |
| 2007 | 4. hely       | 6             | 2             | 3             | 1             | 11            | 7             |
| 2011 | Aranyérmes    | 6             | 4             | 2             | 0             | 14            | 6             |
| 2015 | Negyeddöntő   | 4             | 3             | 1             | 0             | 8             | 1             |

### Konföderációs kupa-szereplés
| Év   | Eredmény      | M             | Gy            | D             | V             | RG            | KG            |
| ---- | ------------- | ------------- | ------------- | ------------- | ------------- | ------------- | ------------- |
| 1992 | Nem jutott be | Nem jutott be | Nem jutott be | Nem jutott be | Nem jutott be | Nem jutott be | Nem jutott be |
| 1995 | Csoportkör    | 2             | 0             | 0             | 2             | 1             | 8             |
| 1997 | Nem jutott be | Nem jutott be | Nem jutott be | Nem jutott be | Nem jutott be | Nem jutott be | Nem jutott be |
| 1999 | Nem jutott be | Nem jutott be | Nem jutott be | Nem jutott be | Nem jutott be | Nem jutott be | Nem jutott be |
| 2001 | Ezüstérmes    | 5             | 3             | 1             | 1             | 6             | 1             |
| 2003 | Csoportkör    | 3             | 1             | 0             | 2             | 4             | 3             |
| 2005 | Csoportkör    | 3             | 1             | 1             | 1             | 4             | 4             |
| 2009 | Nem jutott be | Nem jutott be | Nem jutott be | Nem jutott be | Nem jutott be | Nem jutott be | Nem jutott be |
| 2013 | Csoportkör    | 3             | 0             | 0             | 3             | 4             | 9             |

### Olimpiai szereplés
1992-től U23-as válogatottak vesznek részt az olimpiai játékokon.
| Év   | Eredmény      | M             | Gy            | D             | V             | RG            | KG            |
| ---- | ------------- | ------------- | ------------- | ------------- | ------------- | ------------- | ------------- |
| 1900 | Nem indult    | Nem indult    | Nem indult    | Nem indult    | Nem indult    | Nem indult    | Nem indult    |
| 1904 | Nem indult    | Nem indult    | Nem indult    | Nem indult    | Nem indult    | Nem indult    | Nem indult    |
| 1908 | Nem indult    | Nem indult    | Nem indult    | Nem indult    | Nem indult    | Nem indult    | Nem indult    |
| 1912 | Nem indult    | Nem indult    | Nem indult    | Nem indult    | Nem indult    | Nem indult    | Nem indult    |
| 1920 | Nem indult    | Nem indult    | Nem indult    | Nem indult    | Nem indult    | Nem indult    | Nem indult    |
| 1924 | Nem indult    | Nem indult    | Nem indult    | Nem indult    | Nem indult    | Nem indult    | Nem indult    |
| 1928 | Nem indult    | Nem indult    | Nem indult    | Nem indult    | Nem indult    | Nem indult    | Nem indult    |
| 1936 | Negyeddöntő   | 2             | 1             | 0             | 1             | 3             | 10            |
| 1948 | Eltiltották   | Eltiltották   | Eltiltották   | Eltiltották   | Eltiltották   | Eltiltották   | Eltiltották   |
| 1952 | Nem indult    | Nem indult    | Nem indult    | Nem indult    | Nem indult    | Nem indult    | Nem indult    |
| 1956 | Csoportkör    | 1             | 0             | 0             | 1             | 0             | 2             |
| 1960 | Nem jutott be | Nem jutott be | Nem jutott be | Nem jutott be | Nem jutott be | Nem jutott be | Nem jutott be |
| 1964 | Negyeddöntő   | 3             | 1             | 0             | 2             | 5             | 9             |
| 1968 | Bronzérmes    | 6             | 3             | 2             | 1             | 9             | 8             |
| 1972 | Nem indult    | Nem indult    | Nem indult    | Nem indult    | Nem indult    | Nem indult    | Nem indult    |
| 1976 | Nem jutott be | Nem jutott be | Nem jutott be | Nem jutott be | Nem jutott be | Nem jutott be | Nem jutott be |
| 1980 | Nem jutott be | Nem jutott be | Nem jutott be | Nem jutott be | Nem jutott be | Nem jutott be | Nem jutott be |
| 1984 | Nem jutott be | Nem jutott be | Nem jutott be | Nem jutott be | Nem jutott be | Nem jutott be | Nem jutott be |
| 1988 | Nem jutott be | Nem jutott be | Nem jutott be | Nem jutott be | Nem jutott be | Nem jutott be | Nem jutott be |
| 1992 | Nem jutott be | Nem jutott be | Nem jutott be | Nem jutott be | Nem jutott be | Nem jutott be | Nem jutott be |
| 1996 | Csoportkör    | 3             | 2             | 0             | 1             | 4             | 4             |
| 2000 | Negyeddöntő   | 4             | 2             | 1             | 1             | 6             | 5             |
| 2004 | Csoportkör    | 3             | 1             | 0             | 2             | 6             | 7             |
| 2008 | Csoportkör    | 3             | 0             | 0             | 3             | 1             | 4             |
| 2012 | 4. hely       | 6             | 3             | 1             | 2             | 6             | 5             |

## Játékosok

### Játékoskeret
A 2022-es világbajnokság-ra utazó 26 fős keret. A pályára lépések és a gólok száma 2022. szeptember 27-én  Ecuadori labdarúgó-válogatott ellen lett frissítve.
| 1  | K  | Kavasima Eidzsi    | 1983. március 20. (39 évesen)    | 95  | Strasbourg               |  |  |  |
| 12 | K  | Gonda Súicsi       | 1989. március 3. (33 évesen)     | 33  | Simizu S-Pulse           |  |  |  |
| 23 | K  | Daniel Schmidt     | 1992. február 3. (30 évesen)     | 11  | Sint-Truidense           |  |  |  |
|    |    |                    |                                  |     |                          |  |  |  |
| 2  | V  | Jamane Miki        | 1993. december 22. (28 évesen)   | 14  | Kavaszaki Frontale       |  |  |  |
| 3  | V  | Tanigucsi Sógo     | 1991. július 15. (31 évesen)     | 13  | Kavaszaki Frontale       |  |  |  |
| 4  | V  | Itakura Kó         | 1997. január 27. (25 évesen)     | 12  | Borussia Mönchengladbach |  |  |  |
| 5  | V  | Nagatomo Júto      | 1986. szeptember 12. (36 évesen) | 137 | Tokió                    |  |  |  |
| 16 | V  | Tomijaszu Takehiro | 1998. november 5. (24 évesen)    | 29  | Arsenal                  |  |  |  |
| 19 | V  | Szakai Hiroki      | 1990. február 12. (32 évesen)    | 71  | Urava Red Diamonds       |  |  |  |
| 22 | V  | Josida Maja        | 1988. augusztus 24. (34 évesen)  | 121 | Schalke 04               |  |  |  |
| 26 | V  | Itó Hiroki         | 1999. május 12. (23 évesen)      | 5   | VfB Stuttgart            |  |  |  |
|    |    |                    |                                  |     |                          |  |  |  |
| 6  | KP | Endó Vataru        | 1993. február 9. (29 évesen)     | 43  | VfB Stuttgart            |  |  |  |
| 7  | KP | Sibaszaki Gaku     | 1992. május 28. (30 évesen)      | 59  | Leganés                  |  |  |  |
| 8  | KP | Dóan Ricu          | 1998. június 16. (24 évesen)     | 28  | Freiburg                 |  |  |  |
| 9  | KP | Mitoma Kaoru       | 1997. május 20. (25 évesen)      | 9   | Brighton & Hove Albion   |  |  |  |
| 10 | KP | Minamino Takumi    | 1995. január 16. (27 évesen)     | 43  | Monaco                   |  |  |  |
| 11 | KP | Kubo Takefusza     | 2001. június 4. (21 évesen)      | 19  | Real Sociedad            |  |  |  |
| 13 | KP | Morita Hidemasza   | 1995. május 10. (27 évesen)      | 17  | Sporting                 |  |  |  |
| 14 | KP | Itó Dzsunja        | 1993. március 9. (29 évesen)     | 38  | Reims                    |  |  |  |
| 15 | KP | Kamada Daicsi      | 1996. augusztus 5. (26 évesen)   | 21  | Eintracht Frankfurt      |  |  |  |
| 17 | KP | Tanaka Ao          | 1998. szeptember 10. (24 évesen) | 14  | Fortuna Düsseldorf       |  |  |  |
| 24 | KP | Szóma Júki         | 1997. február 25. (25 évesen)    | 7   | Nagoja Grampus           |  |  |  |
|    |    |                    |                                  |     |                          |  |  |  |
| 18 | CS | Aszano Takuma      | 1994. november 10. (28 évesen)   | 36  | VfL Bochum               |  |  |  |
| 20 | CS | Macsino Súto       | 1999. szeptember 30. (23 évesen) | 4   | Sónan Bellmare           |  |  |  |
| 21 | CS | Ueda Ajasze        | 1998. augusztus 28. (24 évesen)  | 10  | Cercle Brugge            |  |  |  |
| 25 | CS | Maeda Daizen       | 1997. október 20. (25 évesen)    | 8   | Celtic                   |  |  |  |

### Legtöbb válogatottsággal rendelkező játékosok
A 2016. január 1. állapot szerint.
| #  | Játékos            | Vál | Gól | Időszak   |
| -- | ------------------ | --- | --- | --------- |
| 1  | Endó Jaszuhito     | 152 | 15  | 2002–2015 |
| 2  | Ihara Maszami      | 122 | 5   | 1988–1999 |
| 3  | Kavagucsi Josikacu | 116 | 0   | 1997-2008 |
| 4  | Nakazava Júdzsi    | 110 | 17  | 1999-2010 |
| 5  | Okazaki Sindzsi    | 98  | 47  | 2008–tól  |
| 5  | Nakamura Sunszuke  | 98  | 24  | 2000-2010 |
| 7  | Haszebe Makoto     | 95  | 2   | 2006–2018 |
| 8  | Miura Kazujosi     | 89  | 55  | 1990–2000 |
| 9  | Konno Jaszujuki    | 87  | 2   | 2005-2015 |
| 10 | Nagatomo Júto      | 86  | 3   | 2008–tól  |

* A félkövérrel írt labdarúgók ma is aktívak.

### A válogatottban legtöbb gólt szerző játékosok
A 2016. január 1. állapot szerint.
| # | Játékos           | Gól | Vál | Időszak   |
| - | ----------------- | --- | --- | --------- |
| 1 | Kamamoto Kunisige | 80  | 84  | 1964–1977 |
| 2 | Miura Kazujosi    | 55  | 89  | 1990–2000 |
| 3 | Okazaki Sindzsi   | 47  | 98  | 2008–tól  |
| 4 | Hara Hiromi       | 37  | 75  | 1978–1988 |
| 5 | Honda Keiszuke    | 34  | 79  | 2008–tól  |
| 6 | Takagi Takuja     | 27  | 44  | 1992–1997 |
| 7 | Kimura Kazusi     | 26  | 54  | 1979–1986 |
| 8 | Nakamura Sunszuke | 24  | 98  | 2000-2010 |
| 9 | Kagava Sindzsi    | 23  | 77  | 2008–tól  |
| 9 | Takahara Naohiro  | 23  | 57  | 2000-2008 |

* A félkövérrel írt labdarúgók ma is aktívak.

## Szövetségi kapitányok
2019. Január 28-i állapotok szerint.

| Nisida Maszudzsiró       | 1923      | 2  | 0  | 0  | 2  | 0%     |
| Jamada Goró              | 1925      | 2  | 0  | 0  | 2  | 0%     |
| Nem volt                 | 1925      | 2  | 1  | 0  | 1  | 50%    |
| Szuzuki Sigejosi (1.)    | 1930      | 2  | 1  | 1  | 0  | 50%    |
| Takenokosi Sigemaru (1.) | 1934      | 3  | 1  | 0  | 2  | 33,33% |
| Szuzuki Sigejosi (2.)    | 1936      | 2  | 1  | 1  | 0  | 50%    |
| Takenokosi Sigemaru (2.) | 1940      | 1  | 1  | 0  | 0  | 100%   |
| Ninomija Hirokazu        | 1951      | 3  | 1  | 1  | 1  | 33,33% |
| Takenokosi Sigemaru (3.) | 1954–56   | 12 | 2  | 4  | 6  | 16,66% |
| Kavamoto Taizó           | 1958      | 2  | 0  | 0  | 2  | 0%     |
| Takenokosi Sigemaru (4.) | 1958–59   | 12 | 4  | 2  | 6  | 33,33% |
| Nem volt                 | 1960      | 1  | 0  | 0  | 1  | 0%     |
| Takahasi Hidetoki        | 1961–1962 | 14 | 3  | 2  | 9  | 21,43% |
| Naganuma Ken (1.)        | 1963–1969 | 31 | 18 | 7  | 6  | 58,06% |
| Okano Sunicsiró          | 1970–1971 | 19 | 11 | 2  | 6  | 57,90% |
| Naganuma Ken (2.)        | 1972–1976 | 42 | 16 | 6  | 20 | 38,09% |
| Ninomija Hirosi          | 1976–1978 | 27 | 6  | 6  | 15 | 22,22% |
| Simomura Jukio           | 1979–1980 | 14 | 8  | 4  | 2  | 57,14% |
| Vatanabe Maszasi         | 1980      | 3  | 2  | 0  | 1  | 66,67% |
| Kavabucsi Szaburó        | 1980–1981 | 10 | 3  | 2  | 5  | 30%    |
| Mori Takadzsi            | 1981–1985 | 43 | 22 | 5  | 16 | 51,16% |
| Isii Josinobu            | 1986–1987 | 17 | 11 | 2  | 4  | 64,70% |
| Jokojama Kenzó           | 1988–1991 | 24 | 5  | 7  | 12 | 20,83% |
| Hans Ooft                | 1992–1993 | 27 | 16 | 7  | 4  | 59,25% |
| Falcão                   | 1994      | 9  | 3  | 4  | 2  | 33,33% |
| Kamo Sú                  | 1994–1997 | 46 | 23 | 10 | 13 | 50%    |
| Okada Takesi (1.)        | 1997–1998 | 15 | 5  | 4  | 6  | 33,33% |
| Philippe Troussier       | 1998–2002 | 50 | 23 | 16 | 11 | 46%    |
| Zico                     | 2002–2006 | 71 | 37 | 16 | 18 | 52,11% |
| Ivica Osim               | 2006–2007 | 20 | 13 | 5  | 3  | 65%    |
| Okada Takesi (2.)        | 2007–2010 | 50 | 26 | 13 | 11 | 52%    |
| Hara Hiromi (megbízott)  | 2010      | 2  | 2  | 0  | 0  | 100%   |
| Alberto Zaccheroni       | 2010–2014 | 55 | 30 | 12 | 13 | 54,54% |
| Javier Aguirre           | 2014–2015 | 10 | 7  | 1  | 2  | 70%    |
| Vahid Halilhodžić        | 2015–2017 | 15 | 10 | 4  | 1  | 66,67% |
| Nisino Akira             | 2017–2018 | 7  | 2  | 1  | 4  | 28,67% |
| Morijaszu Hadzsime       | 2018–     | 19 | 12 | 4  | 3  | 63,16% |